# Dacia literară
Dacia literară (pol. „Dacja literacka”) – rumuńskie pismo o profilu literacko-społecznym, ukazujące się w Jassach w okresie od stycznia do czerwca 1840 r. Jego założycielem i redaktorem był Mihail Kogălniceanu. 
Pismo głosiło konieczność rozwoju języka i literatury rumuńskiej, wskazując jako źródła inspiracji folklor, dzieje narodu i rzeczywistość rumuńską. Protestowało przeciwko naśladownictwu obcych wzorów, szczególnie przeciw miernym przekładom i przeróbkom utworów pisarzy obcych. Wokół tego programu mieli się grupować pisarze z obszaru dawnej Dacji, a pismo miało dopomóc w zjednoczeniu kulturalnym, a później i politycznym Mołdawii, Wołoszczyzny i Siedmiogrodu. 
Na łamach „Dacia literară” publikowali m.in. Vasile Alecsandri, Costache Negruzzi, Alecu Donici, Grigore Alexandrescu, Nicolae Bălcescu, Dimitrie Bolintineanu, Alecu Russo. 
Wydawanie czasopisma zostało przerwane wskutek interwencji cenzury, ukazały się jedynie trzy numery pisma. Program „Dacia literară” podjęły: „Propășirea” (1844, wychodziło przez dziesięć miesięcy) i „România literară” (1855, ukazywało się przez rok).